# بیانیه پراگ (اسپرانتو)

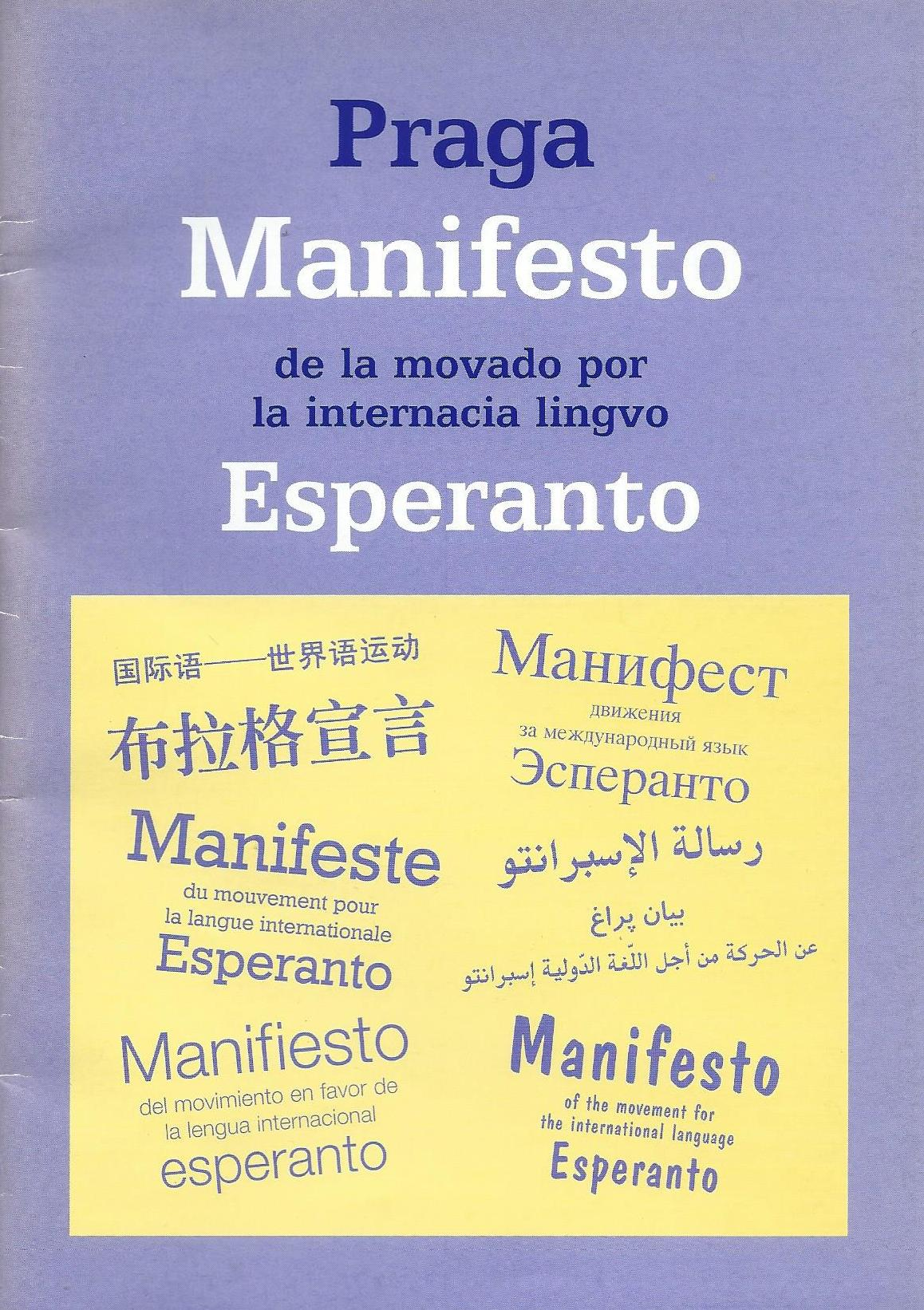
بیانیه پراگ اسپرانتو

بیانیه پراگ در سال ۱۳۷۵ توسط مقامات رسمی سازمان آموزشی، علمی و فرهنگی سازمان ملل متحد (یونسکو) در شهر پراگ در خصوص تبیین اهداف جنبش اسپرانتو ایراد گردید. این بیانیه در هفت بخش و با تأکید بر حفظ تعدد زبانی، آموزش مؤثر زبانها، حقوق زبانها و ارتباطات دموکراتیک در هشتاد و یکمین کنگره جهانی اسپرانتو در جمهوری چک ارائه گردید. 